# Hjörvar Steinn Grétarsson
Hjörvar Steinn Grétarsson (ur. 29 maja 1993 w Reykjavíku) – islandzki szachista, arcymistrz od 2013 roku.

## Kariera szachowa
Brązowy medalista indywidualnych mistrzostw Islandii 2013. Wielokrotny reprezentant kraju w mistrzostwach świata i Europy juniorów w różnych kategoriach wiekowych, jak również w rozgrywkach drużynowych, m.in. dwukrotnie na olimpiadach szachowych (w latach 2010, 2012) oraz dwukrotnie na drużynowych mistrzostwach Europy (w latach 2011, 2013).
Normy na tytuł arcymistrza wypełnił podczas drużynowych mistrzostw Europy (Pórto Cárras 2011) oraz Klubowego Pucharu Europy (Rodos 2013).
W 2010 r. zwyciężył w mistrzostwach Reykjavíku oraz zajął I m. w cyklicznym turnieju First Saturday (edycja IM-A 06) w Budapeszcie. W 2011 r. zdobył w Oslo tytuł mistrza krajów nordyckich juniorów oraz zajął II m. (za Oliverem Mihokiem) w Budapeszcie (turniej First Saturday, edycja GM 06).
Najwyższy ranking w dotychczasowej karierze osiągnął 1 czerwca 2014, z wynikiem 2545 punktów zajmował wówczas 3. miejsce wśród islandzkich szachistów.